# Jankenberg
Jankenberg is een wijk in Halsteren. Het ligt in het zuiden van Halsteren tussen Bergen op Zoom en de Rode Schouw. De wijk bestaat uit wat oudere huizen en veel rijtjeshuizen, die gebouwd zijn rond 1985. Het merendeel van deze huizen zijn koopwoningen (81%), tegen 19% huurwoningen. De straten zijn veelal genoemd naar middeleeuwse begrippen, bijvoorbeeld Blazoen en Kruisboog. Aan de zuidkant van de wijk staat een van de grootste vestigingen van Intratuin.

## Openbaar vervoer
De wijk Jankenberg heeft goede busverbindingen met Bergen op Zoom, Steenbergen, Rotterdam, Ossendrecht en het eiland Tholen.
| Busvervoer Jankenberg-Halsteren | Busvervoer Jankenberg-Halsteren | Busvervoer Jankenberg-Halsteren | Busvervoer Jankenberg-Halsteren |
| ------------------------------- | ------------------------------- | ------------------------------- | ------------------------------- |
| Lijn                            | Route                           | Vervoerder                      | Bustype                         |
| 107                             | Bergen op Zoom - Stavenisse     | Connexxion                      | Streekbus                       |
| 108                             | Bergen op Zoom - Sint Annaland  | Connexxion                      | Streekbus                       |
| 360                             | Rotterdam - Putte               | Arriva                          | Bravodirect                     |
| 361                             | Oud Gastel - Ossendrecht        | Arriva                          | Bravodirect                     |